# Classis
Classisnak az ókori Rómában a serviusi alkotmány egyes vagyoni osztályait nevezték. A szó eredeti jelentése (ahogy azt a „calo”, összehív, kikiált igével való összefüggése is bizonyítja): behívóparancs.
Ez az új szisztéma a korábbi curia-rendszert volt hivatva felváltani, beillesztve a társadalmi szervezetbe a korabeli Róma újabb elemeit, akik egyben a gazdaság újabb formáját is képviselték: a kézműveseket és a kereskedőket. A curia-szervezetet felváltó beosztás alapja a vagyon és a lakóhely volt. A vagyon már eleve feltételezett egy censust, azaz azt, hogy számba kellett venni a római területeken élő összes szabad embert. E társadalmi elrendezésben szükségszerűen érvényesült az egyes osztályok szogorú hierarchiája a katonai, polgári, adózási jogok tekintetében. 

## Vagyoni beosztás
A hagyomány szerint az első classis 100 000 ast követelt meg, ez a classicus minősítés feltétele volt. A második classis 75 000, a harmadik 50 000, a negyedik 25 000, az ötödik 11 000 as vagyonküszöbre épült volna. Bár a hagyomány ezt a rendszert az i. e. 6. században élt Servius Tullius személyéhez kapcsolta, ez nehezen elképzelhető, mivel akkor Rómában még nem volt fémpénz (as). Ekkor még csupán a katonai szolgálatra köteles polgárokat (classis) különböztették meg az ilyen kötelezettségekre alkalmatlanoktól (infra classem). A hagyomány minden bizonnyal egy i. e. 4. századi rendszert vetített vissza a múltba, hisz a fémpénz akkor jelent meg Rómában. 

## Centuriabeosztás
Az osztályok felett (supra classem) az equites (nyilván a patrícius lovasság) 18 lovas centuriát állított ki. Az első osztály 80 centuriája alkotta a római hadsereg gerincét, ők teljes nehézfegyverzetű gyalogosok voltak sisakkal, kerek pajzzsal, lábvérttel, lándzsával, hajítódárdával és karddal felszerelkezve. A második osztály 20 centuriájában levők nem viseltek mellpáncélt, a kerek pajzs helyett egy kisebb hosszúkás pajzsuk volt. A harmadik osztály 20 centuriájának egyáltalán nem volt páncélja, csak sisakjuk és támadófegyverük volt. A negyedik osztály 20 centuriájában csak lándzsával és hajítódárdával rendelkeztek. Az ötödik osztály 30 centuriája parittyásokból állt. Ezeken kívül volt még a fabri 2 centuriája, az ostromgépek kezelői, akiket az első osztályhoz soroltak be, valamint az ötödik osztályba besorolt zenészek 2 centuriája. Végül a semmilyen vagyonnal nem rendelkező proletárok az osztályrend alatti (infra classem) 1 centuriába voltak beosztva, akik futárként vagy felderítőként szolgáltak. A vagyoni osztályok és centuriák (összesen tehát 193) alapján létrehozott népgyűlésben, a comitia centuriatában minden centuriának egy szavazata volt.
Annyi bizonyos, hogy régészeti leletek már az i. e. 6. századból alátámasztják a római nehézfegyverzetű gyalogság meglétét.